# Heracleum amanum
Heracleum amanum är en flockblommig växtart som beskrevs av Pierre Edmond Boissier och Karl Theodor Kotschy. Heracleum amanum ingår i släktet lokor, och familjen flockblommiga växter. Inga underarter finns listade i Catalogue of Life.